# Abeba Aregawi
Abeba Aregawi (amhariska: አረጋዊ አበባ; fullständigt namn: Abeba Aregawi Gebretsadik), född 5 juli 1990 i Adigrat i Etiopien, är en etiopisk-svensk före detta medeldistanslöpare. Hon tillhör tigrayfolket, som härstammar från Tigray i Etiopiens norra delar, och tävlade inledningsvis för Etiopien. Sommaren 2012 beviljades hon svenskt medborgarskap och kom från februari 2013 att representera Sverige i internationella tävlingar. År 2013 vann hon sin specialdistans 1 500 meter guld både på inomhus-EM i Göteborg och på VM i Moskva.
I Sverige representerade Aregawi först Spårvägens Friidrottsklubb; därefter, 2011–2016, tävlade hon för Hammarby IF Friidrott. 2016 kom hon att utredas för dopning, och trots att hon till slut friades från misstankarna kom utredningen att utgöra slutpunkten för hennes löparkarriär. Hon missade möjligheten att tävla i OS i Rio de Janeiro, och flyttade därefter till Etiopien där hon bildade familj och lade ner idrottskarriären.

## Karriär för Etiopien

### Ungdoms- och junioråren
Aregawi var 14 år när hon ställde upp i en skoltävling och sprang snabbare än alla andra. Talangscouterna var imponerade och klubben ECB erbjöd henne att komma till Addis Abeba och börja springa med deras professionella tränare. Kort därpå flyttade hon till huvudstaden, där klubben hjälpte henne med allting, bland annat ett boende som hon delade med en annan löpare. 17 år gammal tog hon silver på 400 meter vid de Etiopiska mästerskapen och två år senare kom det första mästerskapsguldet, nu på 800 meter. Samma år tog hon sin första internationella medalj, brons på 800 meter, vid de Afrikanska juniormästerskapen i Bambous på Mauritius. En tävling som vanns av Caster Semenya. Aregawi sprang också några mindre tävlingar i Europa, och vid säsongens slut var hennes personliga rekord 2:01,98. Det var under denna period hon träffade blivande maken Henok Weldegebriel Tsigab.

### 2010–2012
Aregawis  första seniorsäsong 2010 bytte hon gren till 1 500 meter. Debuten på den sträckan skedde i Sollentuna Grand Prix, där hon vann på tiden 4:06. Hon förbättrade den tiden i sitt andra lopp, i KBC Nacht, där hon sprang på 4:01,96. Abeba Aregawi debuterade även i Diamond League, där hon blev fyra i DN-Galan i Stockholm och sjua i Weltklasse i Zürich.
Aregawi hade under vintern 2011 en mycket stark inomhussäsong med fyra raka segrar i Düsseldorf, Gent, Birmingham och Stockholm. Hennes bästa tid denna vinter var 4:01,47, efter en mycket snabb avslutning i Globen i Stockholm. Under utomhussäsongen 2011 gjorde hon på grund av en knäskada bara ett framträdande.
Utomhussäsongen 2012 började bra för Aregawi som blev tvåa på 1 500 meter i Diamond League i Shanghai efter Genzebe Dibaba. Aregawi gick i detta lopp under fyra minuter för första gången, 3:59,23. I Golden Gala i Rom en tid senare var ordningen omvänd; denna gång sprang Aregawi efter en stark avslutning på 3:56,54 – nytt etiopiskt rekord – och Dibaba fick se sig slagen med 3 sekunder. Aregawi följde upp segern i Rom med ytterligare en seger i Oslos Diamond League.

#### OS 2012

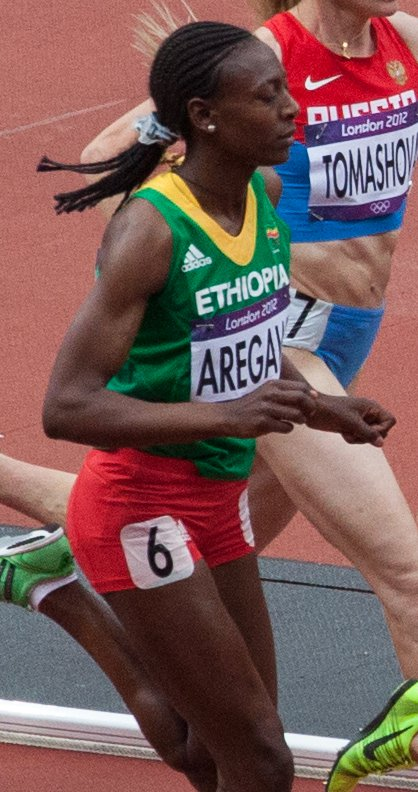
Abeba Aregawi som OS-5:a 2012.

Aregawi berättade 7 juni 2012 för Expressen om sin ambition att representera Sverige i OS i London. Samtidigt vägrade Etiopien släppa henne, och det var oklart om hon skulle kunna tävla för Sverige även med svenskt medborgarskap. Hon blev svensk medborgare den 28 juni 2012. Då återstod bara att få hennes nationsbyte godkänt av IAAF. Vid det laget hade det etiopiska friidrottsförbundet inte längre något att säga till om. Vid Diamond League-tävlingarna i Paris 6 juli kom Aregawi på tredje plats. Direkt efter tävlingarna hade hon ett möte med IAAF där de meddelade att hon var fri att välja mellan Sverige och Etiopien. Svenska ambassaden i Paris hade extraöppet för att ta emot hennes handlingar, men hon meddelade IAAF tidigt på morgonen 7 juli sitt beslut att tävla för Etiopien i OS. Senare på kvällen reste hon från Paris till Etiopien för att reda ut de sista detaljerna. Under OS (där hon fortfarande sprang i Etiopiens färger) råkade hon ut för ett fall och slutade som femma på 1 500 meter.
Bakom valet att tävla för Etiopien i OS låg, enligt Aregawis dåvarande make Henok Weldegebriel Tsigab, en längre tids hårda påtryckningar från etiopisk sida. De skulle enligt honom ha beslagtagit hennes pass, så att hon inte kunde anmäla sig till tävlingar utan deras godkännande. De uppges även ha beslagtagit Aregawis mobil och indirekt utövat utpressning. Bland annat skulle Aregawi aldrig mer släppas in i Etiopien om hon tävlade för Sverige i OS i London. Aregawi har större delen av sin släkt kvar i Etiopien.

## Karriär för Sverige

### 2012–2013
| Vänster: Aregawi intervjuad efter XL-galan i Stockholm 2013.Höger: Aregawi vann 2013 guld på 1500 meter vid inomhus-EM i Göteborg. |  | Vänster: Aregawi intervjuad efter XL-galan i Stockholm 2013.Höger: Aregawi vann 2013 guld på 1500 meter vid inomhus-EM i Göteborg. |
| Vänster: Aregawi intervjuad efter XL-galan i Stockholm 2013.Höger: Aregawi vann 2013 guld på 1500 meter vid inomhus-EM i Göteborg. |  | |

Abeba Aregawi vann både 800 meter och 1 500 meter för Hammarby IF Friidrott i finalen i Lag-SM den 20 juni 2012. Denna tävling är Aregawis hittills (2016) enda SM-start. 
Abeba Aregawi fick 10 december 2012 godkännandet från Internationella Friidrottsförbundet att fortsättningsvis representera Sverige. I sin första tävling då hon representerade Sverige, XL-galan i Globen i februari 2013, vann Aregawi med tiden 3:58,40 och slog därmed Maria Akrakas drygt tjugo år gamla svenska inomhusrekord. Hon var dessutom bara 12 hundradelar från Jelena Sobolevas världsrekord.
I mars 2013 tog Aregawi guld på 1 500 meter vid inomhus-EM i Göteborg. med tiden 4.04,47, nästan tio sekunder före närmaste konkurrent.
Vid Athletic Super GP i Doha i Qatar, den 10 maj satte Aregawi svenskt och nordiskt rekord på 1 500 meter med tiden 3.56,60. Detta var endast sex hundradelar från det personliga rekord hon hade satt som etiopisk löpare. Vid FBK Games i Hengelo 8 juni 2013 satte Aregawi åter svenskt och nordiskt rekord, denna gång på 800 meter med tiden 1.59,20.

#### Världsmästerskapen 2013

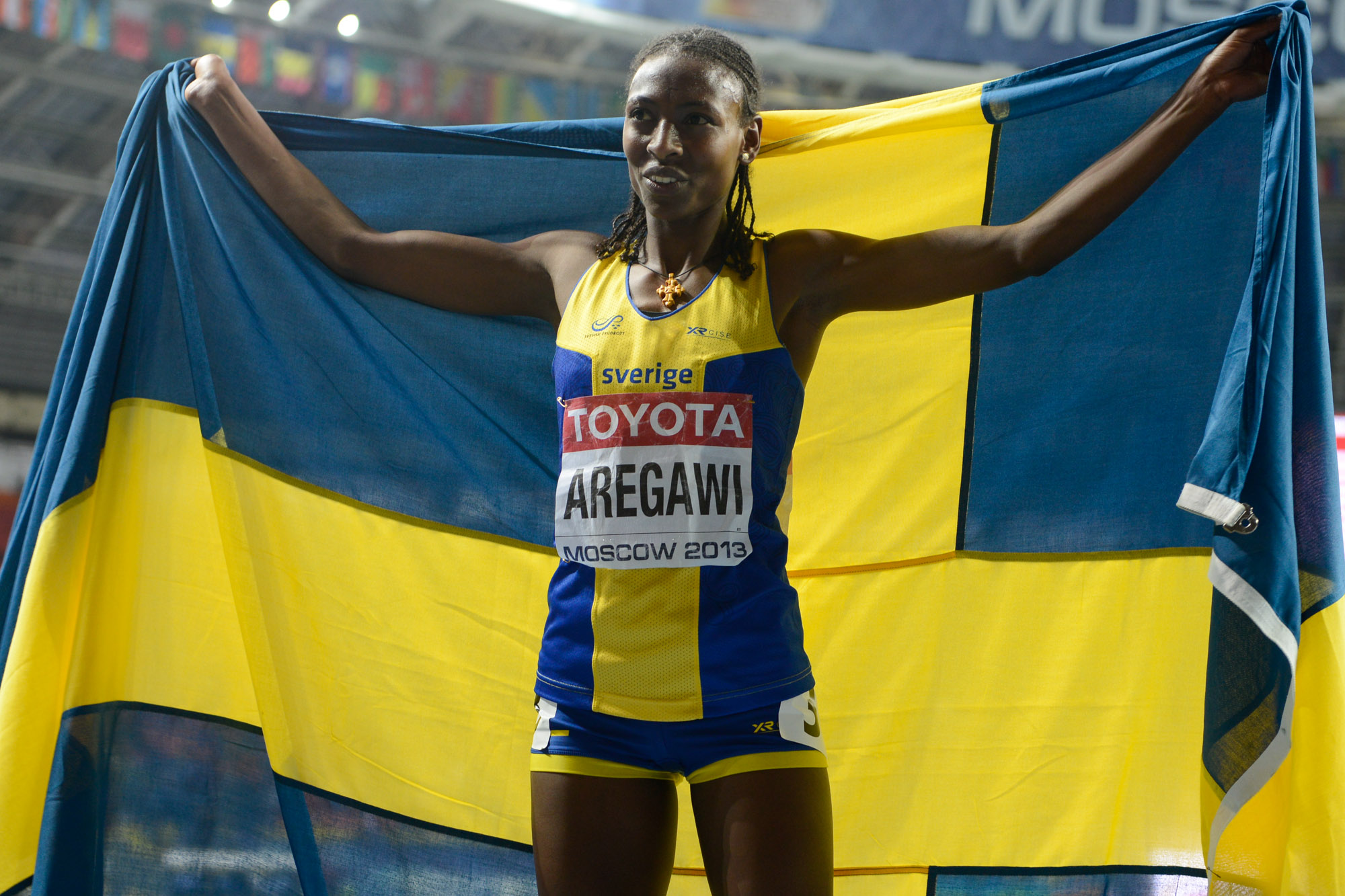
Abeba Aregawi efter VM-segern på 1 500 meter 2013.

Vid friidrotts-VM 2013 tog hon sig 11 augusti till semifinal på 1 500 meter genom att vinna sitt försöksheat. Två dagar senare tog hon sig till final, genom att vinna ena semifinalheatet. 15 augusti vann hon finalen på sträckan med tiden 4:02,67 efter att ha legat långt fram i "ytterspår" under större delen av loppet och gått upp i ledningen med ett knappt varv kvar. Vid presskonferensen efter VM-guldet fick Abeba Aregawi frågan om vad hon tyckte om Emma Green Tregaros (och Moa Hjelmers) regnbågsaktion mot HBTQ-personers brist på rättigheter i Ryssland, efter införandet av den ryska "antihomolagen". Aregawi sa bland annat (via tolk): "Som jag förstår det tillåter inte min tro att män är med män och att kvinnor är med kvinnor. Men jag vet egentligen inte så mycket om det." Aregawi är kristen.

### 2014

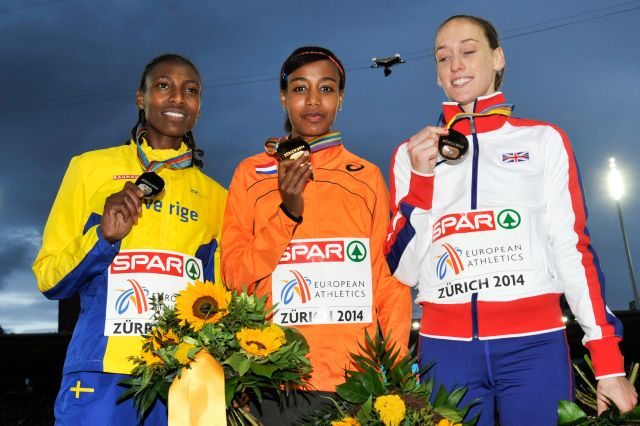
På EM 2014 blev Abeba Aregawi tvåa på 1 500 meter.

Vid Svenska idrottsgalan den 13 januari 2014 i Globen blev Aregawi utsedd till Årets kvinnliga idrottare, men var sjuk hemma i Etiopien och kunde inte närvara på plats. Ingvar Åström, ordförande Hammarby IF Friidrott, fick mottaga hennes pris och framförde hennes tacktal: "Tack för priset, jag är jätteglad. Det är jättekul att få vinna. Jag vill ha revansch det här året. Det var viktigt för mig att vinna ett mästerskap. Nu vill jag slå världsrekord inomhus och vinna under OS i Rio"
8 mars 2014 vann hon 1 500 meter, vid inomhus-VM i polska Sopot. Vid EM i Zürich 15 augusti blev hon tvåa på 1 500 meter, efter etiopiskfödda nederländskan Sifan Hassan.

### 2015
Abeba Aregawi fick hoppa över inomhussäsongen på grund av en lårskada som hindrade henne från att försvara sitt EM-guld vid inomhus-EM i Prag. 
Det var på grund av fortsatta skadeproblem sedan länge osäkert om hon skulle kunna delta i VM i Peking men hon kom ändå till start på 1 500 meter. Innan hade hon bara sprungit fyra lopp under utomhussäsongen, tre över 1 500 meter och ett 800-meterslopp med en andraplats i Birmingham på 1 500 meter som bäst. Vid VM tog hon sig utan att imponera till finalen, men lyckades inte försvara guldet från Moskva två år tidigare. Finalloppet öppnade i ett väldigt lugnt tempo, men på det näst sista varvet drog Genzebe Dibaba, som hade slagit världsrekordet på 1 500 meter under säsongen, upp tempot rejält och Aregawi orkade inte följa. Hon föll genom fältet och slutade till sist på en sjätteplats.
Aregawi rundade av säsongen med att sätta svenskt rekord på 1 engelsk mil då hon sprang i mål som klart distanserad sexa på 4:23,07 vid Diamond League-tävlingen i Bryssel. Det räckte ändå för att slå Malin Ewerlöfs 18 år gamla rekord på den udda distansen. I årets sista lopp deltog hon för andra gången i karriären i Finnkampen och här var hon ohotad på 1 500 meter. Segern på Stockholm stadion blev den enda för Aregawi under säsongen 2015.
Det blev en skadedrabbad säsong där hon bytte tränare två gånger innan hon inför 2016 år säsong valde att återgå till holländske coachen Bram Som.

### 2016
Aregawi hade för avsikt att springa på inne-VM i Portland. Det var planerat att hon som upptakt skulle springa Globen-galan, men hon tackade nej med hänvisning till ryggproblem. Svenska Friidrottsförbundets förbundskapten Karin Torneklint hade sedan inte Aregawi bland de VM-uttagna. Hon var tydlig med att beslutet inte berodde på den skatteutredning kring Aregawi som just då fick stor uppmärksamhet i den svenska pressen.

#### Dopningsanklagelser och frikännande
Den 29 februari 2016 meddelades det att Aregawi i ett dopningsprov utfört av IAAF hade testats positivt för den nyligen förbjudna substansen meldonium, som anses förbättra energiomsättningen i hjärtmuskelceller. Testet gjordes i Addis Abeba 12 januari 2016 och var ett "out-of-competition-test", ett prov som togs utanför tävling. Efter resultatet av a-provet blev hon avstängd tills vidare och även b-provet visade sig sen vara positivt. Hon riskerade en avstängning i fyra år, och efter svenska friidrottsförbundets nya policy från 2015 ytterligare fyra års avstängning från svenska landslaget.
Händelsen fick dramatiska konsekvenser för Aregawi. Hammarby IF avslutade sitt samarbete med henne och Sveriges Olympiska Kommittés verksamhetschef Peter Reinebo meddelade 29 februari att Aregawi efter det positiva dopingtestet förlorade sin förhandsuttagning till OS. Dessutom drog SOK in sitt ekonomiska och medicinska stöd med omedelbar verkan.
Den 14 juli friades Aregawi av Dopingkommissionen. Hennes nivåer av meldonium i blodet låg under WADA:s nya gränsvärden, och det var fullt möjligt att hon bara tagit preparatet medan det var tillåtet Därmed upphävdes även den interimistiska avstängning hon lytt under, och hon var fri att tävla med omedelbar verkan.
Trots att Aregawi friats från dopningsmisstankarna meddelade styrelsen för Svenska Friidrottsförbundet den 17 juli att hon inte var aktuell för landslaget innan "oklarheter kring hennes idrottsliga och medicinska status och miljö har klarlagts": förbundsledningen var kritisk mot att hon tagit meldonium strax innan det dopningsklassades. Aregawi fick därmed inte följa med till OS.

### 2017–2018, karriäravslut
I början av 2017 gav även landslagsledningen klartecken för Aregawi, men vid det laget var hon långt från toppformen och hon kom aldrig tillbaka på elitnivå. I mitten av februari gifte hon sig med den etiopiske maratonlöparen Yemane Tsegay (VM-silver 2015), och de har nu dottern Heran tillsammans. Paret bor i Etiopien.
I november 2018 stod det klart att Abeba Aregawi avslutat elitkarriären. Hon meddelade friidrottsförbundet att hon ville strykas från deras lista över aktiva, efter att inte ha tävlat sedan 2015.

## Familj och nationalitet
Abeba Aregawi föddes i Adigrat där hon växte upp med sina tre syskon. Hennes föräldrar var lantbrukare. De lämnade Adrigrat när hon var ganska liten, så hon fick bo med sin moster. 
Aregawi bor i Addis Abeba. Hon var (2008) 2009-2013 gift med Henok Weldegebriel Tsigab som är svensk medborgare (född i Etiopien och kom till Sverige som tolvåring). Aregawi flyttade till Stockholm i september 2009 för att bo med Henok Weldegebriel Tsigab, men flyttade 12 mars 2010 eller 10 december 2012 kort innan deras skilsmässa som beviljades 17 maj 2013, ensam tillbaka till Addis Abeba i Etiopien. Officiellt var detta av träningsskäl, då paret valde att hemlighålla skilsmässan. Den 11 december 2012 kom beskedet att Aregawi skrivit på pappren som gjorde henne tävlingsklar för Sverige.
28 juni 2012 fick Aregawi svenskt medborgarskap, och från december samma år har hon tävlat för Sverige. Hon har även behållit sitt etiopiska medborgarskap. I samband med VM 2013 anklagade den finländske friidrottsagenten Jukka Härkönen i Helsingin Sanomat Sverige för att ha köpt Aregawi. Han kom med anklagelser om skenäktenskap, utfört enbart för att hon ska kunna tävla för Sverige. I Helsingin Sanomats artikel, på vilken Aftonbladets artikel om Aregawis påstådda skenäktenskap grundade sig, skrev Härkönen att hon är gift i Etiopien. Henok Weldegebriel Tsigab, som var i Moskva under VM, avvisade anklagelserna som "skitsnack" och "finsk avundsjuka för att hon kommer tävla för Sverige i Finnkampen". Då var paret redan skilda sedan maj 2013, även om de höll detta hemligt. I februari 2016 framkom det att Aregawi lämnade felaktig information till Migrationsverket när hon ansökte om svenskt medborgarskap och dessutom hade hon uppgivit till Skatteverket att hon aldrig bott i Sverige, tvärtemot vad hon och Weldegebriel Tsigab och klubben Hammarby IF tidigare sagt offentligt. Det finns inga rättsliga förutsättningar för att vidta några åtgärder mot Aregawi eller att återkalla hennes svenska medborgarskap även om det skulle visa sig vara beviljat på felaktiga grunder.
Sedan 2014 är Abeba Aregawi gift (alternativt sammanboende) med maratonlöparen Yemane Tsegay. Paret bor i Addis Abeba, men Abeba Aregawi tävlade även fortsättningsvis för Sverige.
Aregawis fysioterapeut och tränare i Etiopien var under flera år Zerihun Endris Ibrahim. De inledde samarbetet redan 2007. Han arbetade då för Etiopiens förbund men är nu anlitad som Aregawis egen coach.

## Meriter

### Segrar
= IAAF Diamond League gren
| 2009 - Etiopiska mästerskapen 800 meter 2010 - Sollentuna Grand Prix 2011 - PSD Bank Meeting, Düsseldorf - Indoor Flanders Meeting, Gent - Birmingham Indoor Grand Prix, Birmingham - XL-galan, Stockholm 2012 - Lag-SM 800 meter - Lag-SM 1 500 meter - Golden Gala, Rom - Bislett Games, Oslo - Weltklasse, Zürich - Diamond League, Global Totalsegrare: 1 500 meter | 2013 - XL-galan, Stockholm - EM-inomhus, Göteborg - Qatar Athletic Super Grand Prix, Doha - Adidas Grand Prix, New York - Golden Gala, Rom - Fanny Blankers-Koen Games, Hengelo 800 meter - British Grand Prix, Birmingham - Athletissima, Lausanne - Memorial Van Damme, Bryssel - Världsmästerskapen, Moskva - Finnkampen, Stockholm - Diamond League, Global Totalsegrare: 1 500 meter | 2014 - XL-galan, Stockholm - VM inomhus, Sopot - Shanghai Golden Grand Prix, Shanghai - Adidas Grand Prix, New York - ETCH Super League, Braunschweig 2015 - Finnkampen, Stockholm |

### Personliga rekord
|         | Gren          | Tid     | Plats                  | Tävling           | Datum             | Noter                       |
| ------- | ------------- | ------- | ---------------------- | ----------------- | ----------------- | --------------------------- |
| Utomhus | 800 meter     | 1:59,20 | Hengelo, Nederländerna | FBK Games         | 8 juni 2013       |                             |
| Utomhus | 1 500 meter   | 3:56,54 | Rom, Italien           | Golden Gala       | 31 maj 2012       | Etiopiskt rekord            |
|         |               | 3.56,60 | Doha, Qatar            | Athletic Super GP | 10 maj 2013       | Svenskt och nordiskt rekord |
|         | 1 engelsk mil | 4:23,07 | Bryssel, Belgien       | Diamond League    | 11 september 2015 | Svenskt rekord              |
| Inomhus | 1 500 meter   | 3:57,91 | Stockholm, Sverige     | XL-galan          | 6 februari 2014   | Europeiskt rekord           |

### Priser och utmärkelser
- Årets kvinnliga idrottare, Svenska idrottsgalan 2014
- Nominerad till Årets idrottsprestation, Svenska idrottsgalan 2014
- Utsågs 2014 till Stor grabb/tjej nummer 526 i friidrott.[53][54]